# Conseil des commissaires du peuple (URSS)
Pour les articles homonymes, voir Conseil des commissaires du peuple.
Le Conseil des commissaires du peuple (en russe : Совет народных комиссаров Советского Союза ou Совнарком, translittération : Soviet Narodnykh Kommissarov Soviétskovo Soïoúza ou Sovnarkom, parfois abrégé en SNK) est la plus haute autorité gouvernementale sous le régime soviétique de 1923 à 1946.
Il remplace en partie le Conseil des commissaires du peuple russe après la création de l'URSS en 1922.
Le Conseil des commissaires du peuple est remplacé le 15 mars 1946 par le Conseil des ministres de l'URSS qui existera jusqu'à la dissolution de l'URSS en 1991.

## Commissaires du peuple de 1923

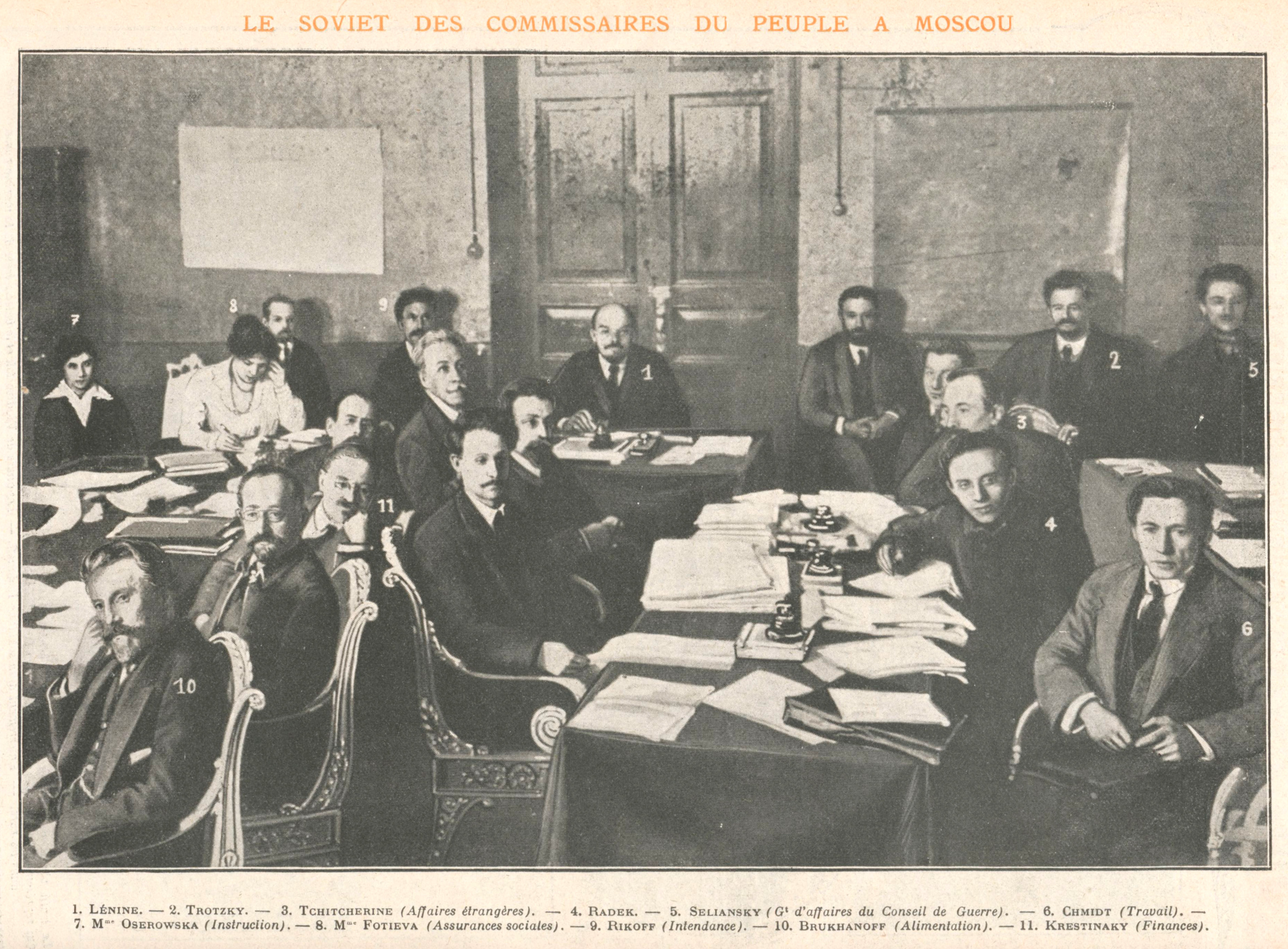
Session du Conseil des commissaires du peuple, réunis le 12 juin 1920 à Moscou

De nombreux commissaires se sont ensuite opposés à la majorité du parti organisée par Staline et conspirent avec l'opposition trotskyste ou un autre groupe d'opposition, ce qui a entraîné leur expulsion du parti ou leur arrestation.
La plupart des conspirateurs présumés sont exécutés pour trahison lors de la Grande Purge, certains ont eu des peines réduites à l'emprisonnement.
| Commissaire du peuple                                                       | Titulaire d'origine                     | Décès                   |
| --------------------------------------------------------------------------- | --------------------------------------- | ----------------------- |
| Président                                                                   | Vladimir Lénine                         | AVC, 1924               |
| Chef de l'administration du Conseil (secrétaire)                            | Vladimir Bontch-Brouïevitch             | Causes naturelles, 1955 |
| Commissariat du peuple aux affaires étrangères de la RSFSR                  | Léon Trotski                            | Assassiné en 1940       |
| Commissariat du peuple à l'agriculture                                      | Vladimir Milioutine                     | Exécuté en 1937         |
| Conseil des commissaires du peuple à la guerre et aux affaires de la marine | Nikolaï Krylenko (université de guerre) | Exécuté en 1938         |
| Conseil des commissaires du peuple à la guerre et aux affaires de la marine | Pavel Dybenko (Collège de la Marine)    | Exécuté en 1938         |
| Commissariat du peuple au commerce et à l'industrie de la RSFSR             | Victor Noguine                          | Causes naturelles 1924  |
| Commissariat du peuple à l'éducation de la RSFSR                            | Anatoli Lounatcharski                   | Causes naturelles 1933  |
| Commissariat du peuple à l'alimentation                                     | Ivan Teodorovitch                       | Exécuté en 1937         |
| Commissariat du peuple aux affaires intérieures de la RSFSR                 | Alexeï Rykov                            | Exécuté en 1938         |
| Commissariat du peuple à la justice                                         | Gueorgui Oppokov                        | Exécuté en 1938         |
| Commissariat du peuple au travail                                           | Alexandre Chliapnikov                   | Exécuté en 1937         |
|                                                                             |                                         |                         |
| Commissariat du Peuple aux Nationalités                                     | Joseph Staline                          | Causes naturelles 1953  |
| Commissariat du peuple aux postes et télégraphes de la RSFSR                | Nikolai Glebov-Avilov                   | Exécuté en 1937         |
| Commissariat du peuple aux finances                                         | Ivan Skvortsov-Stepanov                 | Fièvre typhoïde, 1928   |
| Commissariat du peuple au bien-être social                                  | Alexandra Kollontaï                     | Causes naturelles, 1952 |

## Conseils par division administrative
Pour un article plus général, voir Conseil des commissaires du peuple.